# Smil z Obřan
Smil z Obřan (kolem 1280 – po 1312 nebo 1313, Rakousy) byl moravský šlechtic, který pocházel z rodu pánů z Obřan.

## Život
Smil z Obřan se narodil jako syn moravského šlechtice Gerharda ze Zbraslavi a Obřan a jeho manželky Jitky z Feldsbergu kolem roku 1280. Oba Smilovi rodiče zemřeli v roce 1291 a otcovy statky zdědil Smilův starší bratr Boček z Obřan. Když však v roce 1296 zemřel i Boček, rodinných statků se ujal Smil. 
První písemná zmínka o Smilovi pochází až z roku 1303. Smil se zapojil do bojů o český trůn mezi lety 1306 až 1310, které nastaly po zavraždění posledního Přemyslovce Václava III. V roce 1307 byl Smil podplacen kandidátem na český trůn Jindřichem Korutanským, aby ho podpořil. Roku 1310 se nakrátko stal moravským zemským hejtmanem. Měšťanům Uherského Hradiště Smil slíbil, že od nich nebude vybírat daně a poplatky, pokud budou držet armádu k jeho zájmům. Postavil se totiž na stranu opozice nového českého krále Jana Lucemburského. Král Jan však svojí vládu následně prosadil i na Moravě a vzpoura byla vojensky potlačena. Smil byl nucen se uchýlit pod ochranná křídla rakouského vévody Fridricha I. Sličného a v rakouské emigraci po roce 1313 zemřel. 
Smil nezanechal žádného mužského potomka a rod pánů z Obřan proto vymřel po meči. S manželkou Annou z Hradce měl jedinou dceru Annu, která byla jeptiškou. Majetku pánu z Obřan se následně zmocnil Jindřich z Lipé.